# یوایچی نموتو
یوایچی نموتو (ژاپنی: 根本 裕一؛ زادهٔ ۲۱ ژوئیهٔ ۱۹۸۱) یک بازیکن فوتبال اهل ژاپن است.
از باشگاه‌هایی که در آن بازی کرده‌است می‌توان به باشگاه فوتبال کاشیما آنتلرز، باشگاه فوتبال سرزو اوساکا، باشگاه فوتبال وگالتا سندای، باشگاه فوتبال اوئیتا ترینیتا و باشگاه فوتبال جف یونایتد چیبا اشاره کرد.